# 热利亚博夫镇市镇
热利亚博夫镇市镇（俄语：Муниципальное образование посёлок имени Желябова）是俄罗斯联邦沃洛格达州乌斯秋日纳区所属的一个市镇。其下辖有6个居民点，行政中心为热利亚博夫镇。据2010年统计，该市镇的人口为1223人。